# Teodor d'Utrecht
Teodor d'Utrecht o Théodard va ser bisbe d'Utrecht entre el 784 i el 790.
Es creu que la causa del seu nom Théodard, igual que els seus predecessors Gregori i Alberic, és que estava relacionat amb la dinastia carolíngia. No n'hi ha res conegut de la seva administració durant el bisbat.
A Viena, hi ha un manuscrit del segle VI de Livi amb una nota des del segle VIII: Codex iste est episcopi Theutberti la Dorestat (traducció: 'aquest llibre és propietat de Theutbert, bisbe de Dorestat'). Va ser enterrat a Utrecht.